# Белашово
Белашово (каз. Белашов) — упразднённое село в Кордайском районе Жамбылской области Казахстана. Входило в состав Кененского сельского округа. Ликвидировано в 1990-е годы.

## Население
В 1989 году население села составляло 133 человека. Национальный состав: русские — 21 %, казахи — 72 %.

## Уроженцы
Н. Н. Белашев — участник ВОВ, Герой Советского Союза, герой-панфиловец.